# Kathleen Ray
Kathleen Ray va ser una ciclista britànica. Va guanyar una medalla de bronze a la primera edició dels Campionats del món femenins de persecució, al darrere de la soviètica Liubov Kótxetova i la seva compatriota Stella Bail.